# Culicoides footei
Culicoides footei är en tvåvingeart som beskrevs av Wirth och Jones 1956. Culicoides footei ingår i släktet Culicoides och familjen svidknott. Inga underarter finns listade i Catalogue of Life.